# 奈良県道161号畝傍御陵前停車場四条線
奈良県道161号畝傍御陵前停車場四条線（ならけんどう161ごう うねびごりょうまえていしゃじょうしじょうせん）は、奈良県橿原市を通る一般県道である。

## 概要
橿原市大久保町から橿原市四条町に至る。
橿原市内を走る道路で、近鉄橿原線の畝傍御陵前駅から駅前通りを経て、南北に伸びて国道24号に達する一般県道の路線である。橿原市役所周辺にあるJR西日本桜井線の畝傍駅から橿原神宮へ向かう表参道として整備された道路の一部にもなっている。畝傍山の東側山麓に位置し、市民の憩いの場となっている本県道は、奈良県道125号橿原神宮公苑線とともに「畝傍山山麓の道」として、1987年（昭和62年）8月10日の道の日に、旧建設省（現・国土交通省）と「道の日」実行委員会により制定された日本の道100選の一つに数えられる。

### 路線データ
- 起点：橿原市大久保町（近鉄橿原線 畝傍御陵前駅）
- 終点：橿原市四条町（四条町交差点、国道24号・国道165号・国道166号交点、奈良県道274号明日香大和郡山自転車道線上）
- 総延長：1.5 km

## 歴史
1940年（昭和15年）、橿原神宮の紀元2600年記念事業が行われた際、全国から集まった120万人の奉仕員の人たちの手によって、橿原神宮境域の橿原森林遊苑に沿う橿原神宮の参拝道路として築造されたのが本県道である。2車線の道路と両側5 mの歩道は、当時の道路としては十分に広いもので、沿道に植栽された500種もの樹木は、このとき全国から寄進された苗木が植樹されたもので、1994年（平成6年）に橿原神宮参道として、読売新聞社選定の「新・日本街路樹100景」（1994年）のひとつに選定されている。

## 路線状況
近鉄橿原線 橿原神宮前駅から橿原神宮前を通って本県道に接続する奈良県道125号橿原神宮公苑線とともに、橿原神宮に沿って国道24号に至る道路は通称「表参道」とよばれている。沿道の木々から枝が覆いかぶさるように伸びて緑に包まれた歩道は、散策する通行人にやすらぎを与える良いジョギングコースともなっている。

### 重複区間
- 奈良県道125号橿原神宮公苑線（橿原市畝傍町）
- 奈良県道274号明日香大和郡山自転車道線（橿原市四条町 - 橿原市四条町・四条町交差点（終点））

## 地理
奈良盆地南部の大和三山のひとつ畝傍山の東に位置し、道路は平坦で直線的な線形をしている。橿原市の市街地区域内にあるが、沿道の植樹帯や畝傍御陵、橿原神宮があって、この道路だけは緑深きところとなっている。

### 通過する自治体
- 奈良県
  - 橿原市

### 交差する道路
| 交差する道路                                                                                       | 市町村名 | 交差する場所        | 交差する場所 |
| -------------------------------------------------------------------------------------------------- | -------- | ------------------- | ------------ |
| 奈良県道125号橿原神宮公苑線 重複区間起点                                                           | 畝傍町   |                     |              |
| 奈良県道125号橿原神宮公苑線 重複区間終点                                                           | 畝傍町   |                     |              |
| 奈良県道274号明日香大和郡山自転車道線 重複区間起点                                                 | 四条町   |                     |              |
| 国道24号 国道165号 / 大和高田バイパス 国道166号 奈良県道274号明日香大和郡山自転車道線 重複区間終点 | 四条町   | 四条町交差点 / 終点 |              |

### 沿線
- 近鉄橿原線 畝傍御陵前駅
- 畝傍山
- 神武天皇陵
- 綏靖天皇陵